# Теракава Ая
Теракава Ая  (яп. 寺川 綾, 12 листопада 1984) — японська плавчиня, олімпійська медалістка.

## Виступи на Олімпіадах
| Олімпіада   | Дисципліна                      | Місце |
| ----------- | ------------------------------- | ----- |
| Афіни 2004  | плавання на 200 метрів на спині | 8     |
| Лондон 2012 | плавання на 100 метрів на спині | 3     |
| Лондон 2012 | комплексна естафета 4 × 100     | 3     |